# دوري السنغال الممتاز 2006
دوري السنغال الممتاز 2006 هو الموسم 41 من دوري السنغال الممتاز. كان عدد الأندية المشاركة فيه 18، وفاز فيه نادي اتحاد دوانس الرياضي.